# Hans-Adalbert von Stockhausen
Theodor Hans-Adalbert von Stockhausen (* 8. Mai 1874 in Karlsruhe; † 10. Mai 1957 auf Burg Trendelburg bei Hofgeismar) war ein deutscher Gutsbesitzer, Generalmajor der Wehrmacht und Abgeordneter des Provinziallandtages der preußischen Provinz Hessen-Nassau.

## Leben
Am 22. März 1893 trat Hans-Adalbert von Stockhausen, nachdem er als Kadett ausgebildet wurde, als Sekonde-Leutnant in das 3. Thüringische Infanterie-Regiment Nr. 71 in Erfurt ein. Im Juli 1900 kam er zum 2. Ostasiatischen Infanterie-Regiment und nahm an der Bekämpfung des Boxeraufstands teil. Im Juni 1901 wurde er in das 1. Ostasiatische Infanterie-Regiment der Ostasiatischen Besatzungs-Brigade versetzt.
Er kehrte nach Deutschland zurück und wurde am 2. Juli 1903 Truppenoffizier im 1. Thüringischen Infanterie-Regiment „Graf Bose“ Nr. 31 und schon im Oktober des Jahres zur Kriegsakademie kommandiert. Am 1. April 1907 wurde er als Oberleutnant für zwei Jahre zum Großen Generalstab kommandiert. Ende März 1909 wurde er im 1. Thüringischen Infanterie-Regiment „Graf Bose“ Nr. 31 Chef der 12. Kompanie. Am 31. Juli 1913 wurde er aus dem Militärdienst verabschiedet und übernahm die Bewirtschaftung der väterlichen Güter (Gut Trendelburg) nach dessen Tod.
Mit Beginn des Ersten Weltkriegs wurde er am 2. August 1914 als Adjutant bei der 43. Infanterie-Brigade (Kassel) reaktiviert. 1919 wurde er als Major verabschiedet.
1928 kam er als Nachfolger des verstorbenen Abgeordneten Richard Weber in den Kurhessischen Kommunallandtag des Regierungsbezirks Kassel, aus dessen Mitte er ein Mandat für den Provinziallandtag der Provinz Hessen-Nassau erhielt.
Am 1. Oktober 1933 wurde er in der Reichswehr als E-Offizier im Range eines Obersten (E) Kommandeur des Wehrbezirks-Kommando I in Kassel. In dieser Funktion verblieb er bis zur Übernahme der Reichswehr in die Wehrmacht Ende September 1935.
Er ließ sich reaktivieren, wurde im August 1939 Kommandeur des neu aufgestellten Landesschützen-Regiments 1/IX (Kassel). Nach Beginn des Zweiten Weltkriegs war er ab Mitte März 1940 Kommandeur des ebenfalls neu aufgestellten Infanterie-Regiments 655 (Lublin) bei der 379. Infanterie-Division. Dieses Regiment war aus dem Landesschützen-Regiment 1/IX hervorgegangen und wurde im August 1940 aufgelöst. Vom 8. August 1940 bis 5. September 1942 war er Kommandeur der neu aufgestellten Feldkommandantur 816 (FK 816). Diese wurde zuerst nach Frankreich verlegt und nahm später innerhalb der 2. Armee in Serbien am Balkanfeldzug teil. Am 1. September 1941 wurde er in dieser Position zum Generalmajor z. V. befördert. Vom 5. September 1942 bis 1. Dezember 1942 war er in der Führerreserve beim Oberkommando des Heeres.

## Familie
Hans-Adalbert von Stockhausen entstammte dem thüringischen Adelsgeschlecht Stockhausen. Er war der Sohn des Obristen Erich Emil Leopold Adalbert von Stockhausen (1836–1913) und dessen Ehefrau Klara Georgine Elise Auguste von Stockhausen, geborene Braun (* 12. Oktober 1848 in Hannover). 1901 erwarb mit Adalbert von Stockhausen die Familie von Stockhausen, deren Verwandtschaft auf dem Gut Wülmersen und dem Rittergut (Zur) Abgunst seit Jahrhunderten mit den Geschicken Trendelburgs verbunden sind, Burg Trendelburg und baute sie zum Wohnsitz aus.
Am 3. Oktober 1906 heiratete er in Kassel seine Verlobte Eleonore Klothilde Helene Berta Marie Anna Amalie Ilse von Baumbach (* 31. August 1886 in Kassel). Aus der Ehe gingen fünf Söhne hervor: Der Marineoffizier Hans Gerrit Karl Adalbert Theodor von Stockhausen, der Kunsthistoriker und Militärverwaltungsbeamte Hans Adalbert „Albert“ Eugen August Theodor Karl Friedrich von Stockhausen (gefallen am 15. August 1942 an der Ostfront), der Autor, Journalist und Hauptmann Hans Wilfried von Stockhausen (Pseudonym Peter Zellin), der Glaskünstler und Oberleutnant Hans-Gottfried von Stockhausen und dessen Zwillingsbruder, der Hotelier und Oberleutnant Hans-Ludwig von Stockhausen (1920–2016).

## Auszeichnungen (Auswahl)
- Zentenarmedaille, 1897
- Preußischer Kronen-Orden, IV. Klasse mit Schwertern
- Fürstlich Schwarzburgisches Ehrenkreuz, III. Klasse mit Schwertern (SEK3⚔)
- China-Denkmünze für Kämpfer
- Großherzoglich Badischer Orden vom Zähringer Löwen Ritterkreuz II. Klasse mit Schwertern (BZ3b⚔/BZL3b⚔)
- Orden des Heiligen Schatzes, VI. Klasse (JZ6)
- Eisernes Kreuz (1914), II. und I. Klasse
- Roter Adlerorden, IV. Klasse mit Schwertern
- Preußisches Dienstauszeichnungskreuz
- Herzoglich Braunschweigisches Kriegsverdienstkreuz, II. Klasse (BrK2)
- Herzoglich Sachsen-Ernestinischer Hausorden, Komturkreuz II. Klasse mit Schwertern (Halsorden) am 8. September 1917[4]
- Ehrenkreuz für Frontkämpfer
- Spange (1939) zum Eisernen Kreuz (1914), II. Klasse
- Kriegsverdienstkreuz (1939), II. und I. Klasse mit Schwertern